# Pentatlon Poznań
Pentatlon Poznań – klub sportowy Wojska Polskiego z siedzibą w Poznaniu. Rozwiązany podczas II wojny światowej.

## Historia klubu
Klub Sportowy „Pentatlon Poznań” został założony w grudniu 1922 roku, z inicjatywy oficerów i podoficerów pełniących służbę w Centralnej Wojskowej Szkole Gimnastyki i Sportów w Poznaniu. Inicjatorem założenia klubu był kapitan Jan Baran, a prezesem został profesor Eugeniusz Piasecki. Członkami klubu mogły być także osoby spoza wojska. W latach 1923/1925 klub zaliczany był obok Warty do najsilniejszych w mieście, zwłaszcza w lekkiej atletyce i boksie. Jednym z pierwszych zawodników sekcji bokserskiej był wachmistrz Feliks Stamm. 
Klub zaprzestał działalności w 1929 roku, z chwilą przeniesienia CSWGiS do Warszawy. Sekcja piłki nożnej działała jednak aż do 1939 roku. W 1938 roku KS Pentatlon wygrywa mistrzostwo Klasy A i awansuje do najwyższej, po I lidze państwowej, klasy rozgrywek - Ligi Okręgowej, gdzie sezon 1939 zakończył na 6 przedostatnim miejscu. Po wojnie nie reaktywowany.

## Tabela Ligi Okręgowej w sezonie 1939
| Lp | Klub             | Mecze | Punkty | Bramki zdobyte | Bramki stracone | Suma |
| -- | ---------------- | ----- | ------ | -------------- | --------------- | ---- |
| 1  | Legia Poznań     | 12    | 22     | 55             | 14              | +41  |
| 2  | KPW Poznań       | 12    | 21     | 48             | 12              | +36  |
| 3  | HCP Poznań       | 12    | 12     | 37             | 30              | +7   |
| 4  | Polonia Leszno   | 12    | 11     | 20             | 30              | -10  |
| 5  | Polonia Poznań   | 12    | 9      | 17             | 31              | -14  |
| 6  | Pentatlon Poznań | 12    | 5      | 20             | 46              | -26  |
| 7  | Stella Gniezno   | 12    | 4      | 14             | 52              | -38  |

- w 1939 roku w Lidze Okręgowej grała także Warta II Poznań, która decyzją PozOZPN nie została zweryfikowana i w tabeli nie uwzględniono jej wyników.

## Sekcje
- boks
- gry i zabawy
- lekkoatletyka (czołowy zawodnik: Stefan Adamczak - rekordzista Polski w skoku o tyczce)
- piłka nożna
- szermierka